# Малое Село (Архангельская область)
Малое Село — деревня в Холмогорском районе Архангельской области.

## География
Находится в центральной части Архангельской области на расстоянии приблизительно 1 км на юг по прямой от села Емецк на правобережье реки Емца.

## История
Была отмечена еще в 1939 году в составе Рато-Наволоцкого сельсовета Емецкого района. До 2015 года входила в Зачачьевское сельское поселение, с 2015 по 2022 в Емецкое сельское поселение до его упразднения.

## Население
Численность населения: 35 человек (русские 94 %) в 2002 году, 29 в 2019.